# Мануела Занки
Мануела Занки (итал. Manuela Zanchi; Милано, 17. октобар 1977) је бивша италијански ватерполисткиња. Са репрезентацијом Италије освојила је златну медаљу на Олимпијским играма 2004. што је била прва и за сада једина медаља за женску ватерполо репрезентацију Италије на Олимпијским играма. Италију је представљала и на Олимпијским играма у Пекингу. На Светском првенству освојила је сребрну медаљу, а на Европском једну златну и две сребрне. Ватерполом је престала да се бави 2009. године. 